# قله شاه‌نشین

قلهٔ شاه‌نشین یکی از قله‌های واقع در کوهستان الوند است و ۳۴۵۰ متر ارتفاع دارد. در جنوب غربی قله کلاه‌قاضی قلهٔ شاه‌نشین بزرگ قرار دارد. یکی از مسیرهای صعود به این قله از شهر تویسرکان است. دیگر مسیر صعود، از سمت روستای سیمین همدان و ییلاق عرب خان به سوی خط الراس کلاه قاضی تا شاهنشین است. این قله پس از قله کوبُری، قله یخچال، قله کلاه قاضی و قله دائم برف، پنجمین قله مرتفع قلل کوهستان الوند به‌شمار می‌آید.
دسترسی به این قله، از پناهگاه الغدیر تویسرکان با حدود یک ساعت کوه‌پیمایی میسر است.

## منبع
- ابراهیمی، پروین (۱۳۸۲)، سیمای میراث فرهنگی همدان، تهران: سازمان میراث فرهنگی کشور، شابک ۹۶۴-۷۴۸۳-۶۸-۶